# Prong
Prong es una banda estadounidense de groove metal formada en la ciudad de Nueva York en el año 1986. Es una banda desconocida para el gran público, pero importantes bandas de la escena musical como Korn o Trent Reznor de Nine Inch Nails han reconocido la influencia que Prong ha tenido en su música.

## Biografía

### Inicios (1986–1989)
Prong se formó en la ciudad de Nueva York en el año 1986 con Ted Parson en la batería, Mike Kirkland en el bajo y Tommy Victor en las guitarras y voces. El EP Primtive Origins es lanzado en 1987, seguido del álbum Force Fed, ambos por el sello Southern.

### Contrato con Epic y éxito "underground" (1989–1995)
En 1990 la banda firma un contrato con Epic Records y graba Beg to Differ, con un sonido que puede ser descrito por thrash metal. Antes de grabar su siguiente trabajo, Prove You Wrong, Mike Kirkland abandona la banda y es reemplazado por Troy Gregory de Flotsam and Jetsam. En el disco se aprecia los primeros contactos con el metal industrial. Al año siguiente sale al mercado el EP Whose Fist Is This Anyway, una colección de mezclas del disco anterior. En 1993 Paul Raven reemplaza a Troy Gregory y se suma el tecladista John Bechdel. En 1994 la banda lanza Cleansing, álbum que presentó el sencillo "Snap Your Fingers Snap Your Neck", canción que se convirtió en un éxito para la banda.

### Declive (1996–2000)
En 1996 lanzan Rude Awakening, un disco de metal industrial de principio a fin. Sin embargo, Epic Records decidió cancelar el contrato que tenían con la banda debido a las escasas ventas de sus discos. Ese mismo año la banda se separa, Tommy Victor toca en Danzig mientras Ted Parsons iría a Godflesh.

### Reunión (2000-presente)
Tommy Victor reagrupa la banda el 2002 con el guitarrista Monte Pittman (Madonna), el baterista Dan Laudo y el bajista Brian Perry. Después de algunas giras editan el álbum en vivo 100% Live. En el 2003 entran al estudio y graban un nuevo disco titulado Scorpio Rising, el cual se aleja un poco de lo industrial que fue Rude Awakening. El 2005 lanzan un DVD llamado The Vault, el cual recoge dos conciertos y seis canciones de otro concierto. Durante el 2005-2006 Tommy Victor u Paul Raven estuvieron tocando para la banda Ministry. 
En el 2007 Prong posteó en su Myspace oficial que estaban grabando nuevo material en El Paso, Texas. La banda fichó por el sello de Al Jourgensen, 13th Planet Records, con el que lanzaron Power of the Damager en octubre. La nueva formación consistía en Monte Pittman al bajo y el baterista Aaron Rossi, que ya había tocado con la banda el 2005.
Paul Raven muere de un ataque al corazón mientras dormía a la edad de 46 años. Él se encontraba estaba grabando con la banda francesa Treponem Pal, con Ted Parsons. El 2008 se estrenó el vídeo de "Power of the Damager".
La última alineación consiste con Alexei Rodríguez y Tony Campos de Static-X. Con la nueva década, recién en el 2012 Prong vuelve a editar un álbum de estudio, titulado Carved Into Stone, una producción que mezcla los mejores momentos de sus tres grandes discos clásicos (Prove Your Wrong, Cleansing y Rude Awakening), aún cuando se aprecia una tendencia hacia el groove metal de los años noventa, rozando con el metal alternativo.

## Miembros
- Tommy Victor - guitarra, voz (desde 1986)
- Jason Christopher - bajo, coros (desde 2017)
- Aaron Rossi - batería (desde 2018)

## Discografía

### Álbumes
- Primitive Origins - 1987
- Force Fed - 1988
- Beg To Differ - 1990
- Prove You Wrong - 1991
- Whose Fist This Is Annyway - 1993
- Cleansing - 1994
- Rude Awakening - 1996
- 100% Live - 2002
- Scorpio Rising - 2003
- Power of the Damager - 2007
- Carved into Stone - 2012
- Ruining Lives - 2014
- Songs From The Black Hole - 2015
- X - No Absolutes - 2016
- Zero Days - 2017
- State of emergency - 2023

### DVD
- The Vault - 2005